# Kjell Søbak
Kjell Søbak, né le 21 juin 1957 à Bodø, est un biathlète norvégien.

## Biographie
Kjell Søbak commence sa carrière avec succès, devenant double champion du monde junior.
En 1981, il remporte la première course de Coupe du monde à Jáchymov, le plaçant au deuxième rang du classement général, son meilleur. Aux Championnats du monde 1982, il prend la médaille d'argent au relais. Il gagne cet hiver l'individuel de Lahti et termine troisième de la Coupe du monde.
Lors des Jeux olympiques d'hiver de 1984, il finit quatrième du sprint, mais gagne la médaille d'argent sur le relais avec Eirik Kvalfoss, Rolf Storsveen et Odd Lirhus.

## Palmarès

### Jeux olympiques d'hiver
| Épreuve / Édition   | Individuel | Sprint | Relais                             |
| ------------------- | ---------- | ------ | ---------------------------------- |
| JO 1980 Lake Placid | -          | 5e     | 4e                                 |
| JO 1984 Sarajevo    | -          | 4e     | Médaille d'argent, Jeux olympiques |

Légende :
- : deuxième place, médaille d'argent
- — : pas de participation à l'épreuve

### Championnats du monde
- Championnats du monde 1982 à Minsk :
  -  Médaille d'argent en relais.
- Championnats du monde 1983 à Antholz :
  -  Médaille de bronze en relais.

### Coupe du monde
- Meilleur classement général : 2e en 1981.
- 8 podiums individuels, dont 2 victoires[2].
- 2 victoires en relais.

#### Liste des victoires
2 victoires (1 à l'individuel et 1 en sprint)
| Saison             | Date            | Lieu     | Discipline       |
| ------------------ | --------------- | -------- | ---------------- |
| 1980–81 1 victoire | 16 janvier 1981 | Jáchymov | 10 km sprint     |
| 1981–82 1 victoire | 5 mars 1982     | Lahti    | 20 km individuel |